# 赤旗ニュース映画
赤旗ニュース映画（あかはたニュースえいが）は、日本共産党が1960年代から1970年代に継続して製作していた映像作品である。

## 概説
1961年3月16日、「アカハタニュース」第1号完成、上映が開始された。政党によるニュース映画の恒常的な製作は、日本で最初であり、資本主義国の共産党の中でも例を見ないものであった。のち「赤旗ニュース」に改題された。
一例を挙げると、1970年9月完成の「赤旗ニュース」映画第94号は「公害列島―日本」（上映時間29分）であった。
日本社会に家庭用ビデオ機器が普及するのに伴って、1980年代にビデオ制作に切り替えられていった。
なお、2000年代に入りインターネットでの動画投稿が普及する中、「YouTube日本共産党」や「ニコニコ動画志位和夫チャンネル」が開設され、同党制作の多数の動画が収載・提供されている。